# Gerhard Matthisius
Gerhard Matthisius oder Mathisius (auch Mathys oder Mathias; * um 1522 in Geldern; † 11. April 1572 in Köln) war ein deutscher römisch-katholischer Theologe und Philosoph.

## Leben
Matthisius absolvierte das Gymnasium Montanum und studierte an der Kölner Universität. Seine Ausbildung schloss er zunächst mit dem Magistergrad ab. Er wurde 1546 Professor am Gymnasium Montanum. Diese Stellung hatte er bis 1558 inne. Zudem bekleidete er bis 1557 den Lehrstuhl für Griechisch an der Kölner Universität. Der Philosophischen Fakultät stand er 1552 und 1555 als Dekan vor. 1553 wurde er Kanoniker am  Stift St. Aposteln und 1556 zudem am Kölner Dom. Der Montanum-Burse stand er ab 1557 als Regens vor. 
Matthisius wurde 1558 zum Dr. theol. promoviert und anschließend Professor für katholische Theologie. In den Jahren 1560 bis 1562 leitete er als Dekan die Theologische Fakultät und von 1562 bis 1564 als Rektor die Universität. Der Aristoteliker und Thomist stand den Jesuiten kritisch gegenüber.
Matthisius vermachte neben zwei an das Gymnasium angrenzenden Häusern auch seine Bibliothek dem Gymnasium Montanum. Die Gymnasialbibliothek ist heute Teil der Sammlung der Universitäts- und Stadtbibliothek Köln. Zudem wurde aus seinem Nachlass am 10. Juni 1573 die Stiftung Mathisius ins Leben gerufen, die bis heute die finanzielle Unterstützung für die Gymnasialzeit und das Studium der katholischen Theologie für bedürftige und fromme Studenten bereitstellen soll.

## Werke (Auswahl)

### Monographien (Auswahl)
- De Extremo Domini Aduentu oratio parænetica, Horst, Köln 1553.
- Commentaria in Porphyrii institutiones, Horst, Köln 1555.
- In Epistolam B. Pavli Ad Romanos Commentaria, Horst, Köln 1562.
- In universam Aristotelis Stagiritae logicam prolegomena, 2 Bände, Horst, Köln 1565.

### Werkausgaben von Aristoteles (Auswahl)
- Aristotelis De Natvra, Sev De Rervm Principiis Libri VIII, Horst, Köln 1557.
- Aristotelis Stagiritae Topicorum Libri VIII., Horst, Köln 1561.
- Epitoma Aristoteliae logicae graecolatina, Horst, Köln 1569.